# 8077 Hoyle
8077 Hoyle eller 1986 AW2 är en asteroid i huvudbältet som upptäcktes den 12 januari 1986 av den amerikanske astronomen Edward L.G. Bowell vid Anderson Mesa Station. Den är uppkallad efter den brittiske astronomen och science fiction-författaren Fred Hoyle.